# Winwin
Dans ce nom chinois, le nom de famille, Dong, précède le nom personnel.
Dong Si-cheng (chinois : 董思成 ; pinyin : Dǒngsīchéng), mieux connu sous le nom de Winwin (coréen : 윈윈, romanisé : Win-win), est un chanteur et danseur chinois basé en Corée du Sud, né le 28 octobre 1997. Depuis 2016, il fait partie du boys band NCT et de ses sous-unités, NCT U, et WayV,,,,,.

## Biographie

### Débuts avec NCT (depuis 2016)
En janvier 2016, il est ajouté aux SM Rookies, une équipe de stagiaires de la SM Entertainment,.
En juillet, il débute dans NCT via la sous-unité NCT 127,.
En janvier 2019, il débute en Chine avec la sous-unité WayV.

### À la télévision (depuis 2016)
Le 28 mars 2019, Winwin chante une musique intitulé Our Master, en chinois « Wômen De Shīfu », pour l'émission My Brilliant Master.
Le 9 avril, il fait aussi de la publicité pour W.Lab une marque de cosmétique.